# 胡安·莫拉·斐迪南
胡安·莫拉·斐迪南（西班牙語：Juan Mora Fernández，1784年7月12日—1854年11月16日）是一名哥斯大黎加教師和校長，於1825年至1833年擔任哥斯大黎加元首。他被認為是一名自由主義者，並決定將首都從卡塔戈遷至蓬塔雷納斯。1825年，莫拉被選為首任國家元首。他因推行土地改革而被世人所銘記，卻因而無意中創造了一個由咖啡大亨組成的精英階層。在他的任期內，他簽署了《獨立法案》。 男爵們最終推翻了他後來的繼任者何塞·瑪麗亞·阿爾法羅·薩莫拉（José María Alfaro Zamora）。
1850年至1854年，他擔任哥斯達黎加最高法院法官和院長；辭職後不久去世。

## 生平
莫拉於1788年7月12日出生於聖荷西，父親是馬特奧·莫拉·巴爾韋德（Mateo Mora Valverde），母親是露西亞·恩卡納西翁·斐迪南（Lucia Encarnación Fernàndez）。 他在聖荷西上小學，在尼加拉瓜萊昂學習拉丁文文法和哲學。他也曾擔任阿拉胡埃拉一所小學的教師和校長。他在聖荷西市政廳擔任秘書，積極參與獨立鬥爭，並在1821年至1824年間加入高級委員會。

## 外部連結
- 维基共享资源上的相關多媒體資源：胡安·莫拉·斐迪南

| 官衔            | 官衔                         | 官衔                        |
| --------------- | ---------------------------- | --------------------------- |
| 前任： 職務建立 | 哥斯大黎加元首 1825年—1833年 | 繼任： 何塞·拉斐爾·加列戈斯 |